# Kinninmundt
Kinninmundt är en svensk adelsätt.

## Historik
Bergsrådet Robert Kinninmundt blev svensk adelsman 7 december 1680 och introducerades 10 december samma år som nummer 971.

## Kända medlemmar
- Robert Kinninmundt (1647–1620), bergsråd.[1]
- Peter Bernt Kinninmundt (1691–1733), kapten.[1]